# Locomotora dièsel 318-001
La Locomotora diesel 318-001 és una locomotora fabricada per l'empresa ALCO als Estats Units i que es troba conservada actualment al Museu del Ferrocarril de Catalunya, amb el número de registre 00062 d'ençà que va ingressar el desembre de 1999, com una donació de la companyia Renfe.

## Història
El perfil arrodonit d'aquesta locomotora mostra el seu origen americà. En iniciar-se la dieselització a Espanya, als anys cinquanta, es va recórrer als EUA, país la tecnologia ferroviària del qual estava a l'avantguarda, especialment pel que fa a la tracció dièsel. Per això, la major part de les locomotores adquirides aquells anys procedien dels Estats Units. A Espanya, varen estar inscrites al dipòsit d'Ourense, i circulaven principalment per Galícia i la seva perifèria.
Els motors dièsel transformen l'energia en moviment, gràcies a un motor de combustió interna. Aquest sistema proporciona una explotació flexible i barata gràcies al seu elevat aprofitament energètic, molt superior al de la tracció vapor. Tot i que els primers motors daten de final del segle xix, la seva aplicació al ferrocarril és més tardana, a partir de la Segona Guerra Mundial.

## Conservació
El seu estat de conservació és dolent.

## Exposicions
- Expreso al futuro, Estació de França (Barcelona), 01/10/1998 - 30/01/1999